# Ghetto Tomaszów Mazowiecki
Das Ghetto Tomaszów Mazowiecki war ein unter deutscher Besatzung eingerichtetes Konzentrationslager/Sammellager (Ghetto) in Tomaszów Mazowiecki. Die später so genannten Ghettos zur Zeit des Nationalsozialismus waren Teil des Systems der Konzentrationslager.
Bereits unmittelbar nach der deutschen Besetzung der Stadt am 5. September 1939 wurde die jüdische Bevölkerung verfolgt. Es kam zu Selektionen zur Zwangsarbeit und zum Niederbrennen der Synagoge. Gemeindeglieder wurden zur Bildung eines Judenrats gezwungen. 
Am 20. Dezember 1940 wurde von der Besatzungsmacht schließlich ein streng bewachter jüdischer Wohnbezirk eingerichtet. Die Zahl der Gefangenen stieg durch Zuflucht aus Lodz und Orten der Umgebung. Dieser abgesperrte Wohnbezirk wurde in der Folge verkleinert und durch Deportationen und Ermordung der Bewohner im Sommer 1943 ganz aufgelöst.